# .NET Framework
Мајкрософт .NET Framework је софтверска платформа која може бити инсталирана на рачунарима које покреће Microsoft Windows оперативни систем. Он укључује велики број готових библиотека кодова за уобичајене проблеме у програмирању и виртуелну машину која управља извршавањем програма писаних специјално за .NET Framework. .NET подржава више програмских језика, на начин који омогућава интероперабилност, при чему сваки језик може бити написан на другом. Доступан је на свим програмским језицима које .NET Framework обухвата (VB.NET, C#...). Како би могле да се пишу апликације није само довољно имати инсталиран .NET Framework, потребан је и Microsoft SDK (енгл. Microsoft Software Development Kit) и Visual Studio.
Базне класе пружају широк спектар могућности, укључујући кориснички интерфејс, приступ подацима, базама, криптографија, развој веб-апликација, нумерички алгоритми и мрежне комуникације. Библиотеке класа се користе од стране програмера, који га комбинују са својим кодом за израду апликација.
Програми писани за .NET Framework извршавају се у специфичном софтверском окружењу. Наиме, ово окружење је познато као Common Language Runtime (CLR). CLR обезбеђује изглед виртуелне машине апликације тако да програмери не треба да разматрају могућности специфичних процесора који ће извршити програм. Он такође пружа друге важне услуге као што су безбедност, управљање меморијом а и руковање изузецима. Библиотеке класа (Framework Class Library) и CLR заједно чине .NET Framework.
Верзија 3.0 је укључена са оперативним системом Windows Server 2008 и Windows Vista. Верзија 3.5 је укључена са Windows 7 оперативним системом. 12. априла 2010, .NET Framework 4.0 је објављен заједно са Visual Studio-ом 2010.
.NET породица такође укључује и две верзије за мобилне уређаје. Сажета верзија - .NET Compact Framework, је доступна за Windows CE платформе, укључујући Windows Mobile уређаје као што је smartphone.

## Главница дизајна
ИнтероперабилностЗато што је интеракција између нових и старих апликација обично потребна, .NET обезбеђује средства за приступ функционалности која се имплементира у програмима који се извршавају ван .NET окружења. Пристум COM компонентама предвиђено за "System.Runtime.InteropServices" и "System.EnterpriseServices" именске просторе.
је компонента виртуелне машине .NET Framework-а. Сви .NET програми се извршавају под надзором CLR-а, гарантујући одређене особине и понашање у областима управљања меморијом, безбедности и руковање изузецима.
Језичка независност уводи заједнички тип система, или CTS (енгл. Common Type System). CTS спецификација дефинише све могуће типове података и програмске конструкције које подржава CLR. Због ове функције, .NET подржава размену типова и објекта између библиотека и апликација који су написани помоћу било ког .NET језика.
Библиотека базних класаБиблиотека базних класа је библиотека функција доступних свим програмским језицима у оквиру .NET Framework-а. Ова библиотека обезбеђује класе које се могу користити за I/O операције, цртање графика, рад са базама података, манипулацију XML докумената итд.
Поједностављена инсталација .NET Framework укључује опције и алатке које помажу управљање инсталације рачунарског софтвера како би се осигурало да једна инсталација не омета претходно инсталирани софтвер.
Безбедност нуди општи сигурносни модел за све апликације, као што су нпр. прекорачења која могу бити искоришћена од стране злонамерног софтвера.
ПокретностДизајн -а омогућава да софтвер буде компатибилан за више платформи.

## Архитектура

### Заједничка језичка инфраструктура ()
Сврха заједничке језичке инфраструктуре тј. CLI-а (енгл. Common Language Infrastructure) је да обезбеди језички неутралну платформу за развој апликација и њихово извршавање, укључујући функције за руковање изузецима, колекцијама, сигурност и интероперабилност. Применом основних аспеката .NET Framework-а у оквиру CLR-a, функционалност неће бити везана за један језик, али ће бити доступан другим језицима које подржава .NET. Мајкрософт-ова имплементација CLI-a зове се CLR (енгл. Common Language Runtime).

### .NET асемблер
CIL код се чува у .NET асемблеру. Како је договорено спецификацијом, асемблован CIL код се чува у PE (Portable Executable) формату, заједнички за Windows платформу за све DLL и EXE фајлове. Састоји се од једне или више датотека, од којих једна мора да садржи манифест, која садржи метаподатке за асемблован код. Комплетни назив асемблован кода садржи име фајла, верзију, културу, и јавни кључ. Јавни кључ (рачунарство) је јединствен генерисан број када се асемблован код компајлира.

### Метаподаци
себе описује кроз .NET метаподатке. CLR проверава метаподатке да би обезбедио да је исправан метод позван. Метаподаци су обично генерисани од стране језичких компајлера. Програмери могу да праве своје метаподатке преко прилагођених атрибута. Метаподаци садрже информације о асемблованом коду.

### Сигурност
.NET садржи свој сигурносни механизам за две основне опције: заштита приступа коду која се заснива се на доказима који су повезани са одређеним асемблованим кодом; валидација и верификација. Заштита приступа коду користи доказе да би се утврдиле дозволе за приступ кода.
Када је асемблован код учитан, CLR изводи различите провере. Два таква теста су валидација и верификација. Током валидације CLR проверава да ли асемблован код садржи исправне метаподатке и CIL. Верификација није тако тачна. Верификациони механизам проверава да ли програмски код ради нешто што није сигурно. Несигуран код може бити извршен само ако асемблован код садржи 'skip verification' дозволу.

### Библиотека базних класа
.NET Framework обухвата скуп стандардних библиотека класа. Библиотека базних класа је организована по именским просторима. Ове библиотеке имплементирају велики број функција, као што су И/О операције, графика, рад са базама података, XML документима и др. Библиотека је доступна свим CLI усклађеним језицима.

### Управљање меморијом
ослобађа програмере од терета управљања меморијом. Докле год постоји референца на објекат, који би могла бити директна референца на објекат, објекат се сматра да је у употреби CLR-а. Када не постоји референца на објекат, а она не може бити коришћена, одбацује се. Међутим, она и даље задржава меморију. .NET ,, ђубретар,, (енгл. Garbage collector) који ради повремено, на посебној нити од апликације, ослобађа ту меморију од референци.

## Стандардизација и лиценцирање
Августа 2000, Мајкрософт, HP и Интел радили су заједно да стандардизују CLI језике и C# програмски језик. До децембра 2001, оба језика била су ратификована по ECMA стандардима (ECMA 334 и ECMA 335). Међународна организација за стандардизацију (ISO) је априла 2003. стандардизовала CLI језике и C#.

## Верзије
Мајкрософт је почео да развија .NET Framework касних 90-их година под именом 'Windows сервиси следеће генерација' (енгл. Next Generation Windows Services). Крајем 2000. године доступна је прва бета верзија .NET Framework-а 1.0.
| Верзија |                 | Датум објављивања |      |      |
| ------- | --------------- | ----------------- | ---- | ---- |
| 1.0     | 1.0.3705.0      | 2002-02-13        |      |      |
| 1.1     | 1.1.4322.573    | 2003-04-24        | 2003 | 2003 |
| 2.0     | 2.0.50727.42    | 2005-11-07        | 2005 |      |
| 3.0     | 3.0.4506.30     | 2006-11-06        |      | 2008 |
| 3.5     | 3.5.21022.8     | 2007-11-19        | 2008 |      |
| 4.0     | 4.0.30319.1     | 2010-04-12        | 2010 |      |
| 4.5     | 4.5.50709.17929 | 2012-08-15        | 2012 | 2012 |

### 
Верзија 1.0 прва верзија .NET Framework-а, објављена 13. фебруара 2002. год и доступна је за Windows 98, ME, NT 4.0, 2000 и XP. Подршка за ову верзију није доступна од 10. јула 2007. год.
Верзија 1.1 је прва велика надоградња .NET Framework-а. Доступна је у редистрибутабилном пакету, објављена је 3. априла 2003. Део је другог верзије Visual Studio .NET (познат као Visual Studio .NET 2003). Ово је прва верзија која долази са Windows оперативним системом. Подршка за верзију 1.1 на не Windows Server 2003 оперативним системима није доступна од 14. октобра 2008. год. За .NET Framework 1.1 на Windows Server 2003 оперативном систему подршка ће бити доступна све до 14. јула 2015. год. .NET 1.1 је задња доступна верзија за Windows NT 4.0 оперативни систем.
Нове функције:
- Уграђена подршка за ASP.NET контроле за преносне уређаје. Ово је пре било доступна као додатак за ;
- Сигурносне промене;
- Уграђена подршка за ODBC и Oracle базе података. Ово је пре било доступна као додатак за ;
- - сажета верзија за преносне уређаје
- Подршка за
- Разне промене у API-ју

Објављено са Visual Studio 2005, Microsoft SQL Server 2005 и BizTalk 2006.
Нове функције:
- Генеричко програмирање;
- Језичка подршка за генеричко програмирање уграђена директно у CLR;
- Пуна 64-битна подршка за x64 и IA64 хардверске платформе;
- Разне  промене;
- Интеграција са SQL Server-ом;
- Побољшане ASP.NET веб контроле;
- Нове контроле за управљање подацима из базе;
- Нове опције за ASP.NET, као што су теме, мастер странице итд.;
- Membership провајдер;
- Парцијалне класе;
- Нулабилни типови;
- Анонимне методе;
- Итератори;
- Табеле података.

Верзија 3.0, првобитно звана WinFX, објављена је 21. новембра 2006. Укључује делове АПИ-ја који су делови новијих Windows оперативних система. Доступна је за Windows XP SP2 и Windows Server 2003 као додатак. Нема великих архитектуралних промена са овом верзијом. .NET Framework 3.0 користи CLR из верзије 2.0. Нема доступних сажетих издања за ову верзију.
Нове функције:
- , нови кориснички интерфејс базиран на XML-у и векторској графици. Користи 3D рачунарску графику и Direct3D технологију.

Верзија 3.5 .NET Framework-а објављена је 19. новембра 2007, али није укључена са оперативним системом Windows Server 2009. Као и верзија 3.0, верзија 3.5 користи CLR верзије 2.0. Ова верзија инсталира .NET Framework 2.0 SP1 и .NET Framework 3.0 SP1, који додају неке методе и особине библиотеци базних класа као што је LINQ. Ове промене не утичу на апликације написане на верзију за 2.0.
Нове функције:
- Нове опције у језицима C# 3.0 и VB.NET 9.0 компајлеру
- Подршка за ламбда изразе
- Екстензионе методе
- функције; итд.

#### Сервисни пакет 1
Сервисни пакет 1 објављен је 11. августа 2008. Ова верзија додаје нове сервисе за управљање подацима

#### 
Верзија која је 28MB мања од пуне верзије. Ова верзија садржи само функције које се најчешће користе.

### 
Мајкрософт је најавио верзију 4.0 29. септембра 2008. Коначна верзија објављена је 12. априла 2010.